# بخش گربهاری
بخش گربهاری یک منطقهٔ مسکونی در سومالی است که در جدو واقع شده‌است. بخش گربهاری ۳۸۶٬۳۲۴ نفر جمعیت دارد.